# Tunnel de Llogara
Le tunnel de Llogara (en albanais : Tuneli i Llogarasë) est un tunnel routier dans le sud de l'Albanie. Le tunnel d'environ six kilomètres de long — le plus long du pays — passe sous le col de Llogara (1 027 mètres) et relie Vlora à la Riviera albanaise. Il est inauguré le 5 juillet 2024.

## Histoire
Avec le tourisme croissant sur la Riviera albanaise, le besoin de meilleures connexions avec la région se fait sentir. La route SH 8 (en) était constamment agrandie. Cependant, le tracé routier du col de Llogara, qui culmine à plus de 1 000 mètres d'altitude, avec des rampes abruptes et des virages parfois étroits, reste inchangé. En 2017, le Premier ministre Edi Rama annonce pour la première fois l'idée d'un tunnel. Après un court appel d'offres, le contrat de planification est attribué fin 2020, incluant un bureau d'ingénierie autrichien.
Moins d'un an plus tard, le contrat est attribué à un consortium de construction turc. Le coût de construction est estimé à 140 millions d'euros. Les travaux officiels de fouilles débutent en novembre 2021. Environ 14 mois plus tard, en janvier 2023, le premier tube est percé.
L’ouverture a lieu le 5 juillet 2024.

## Exécution

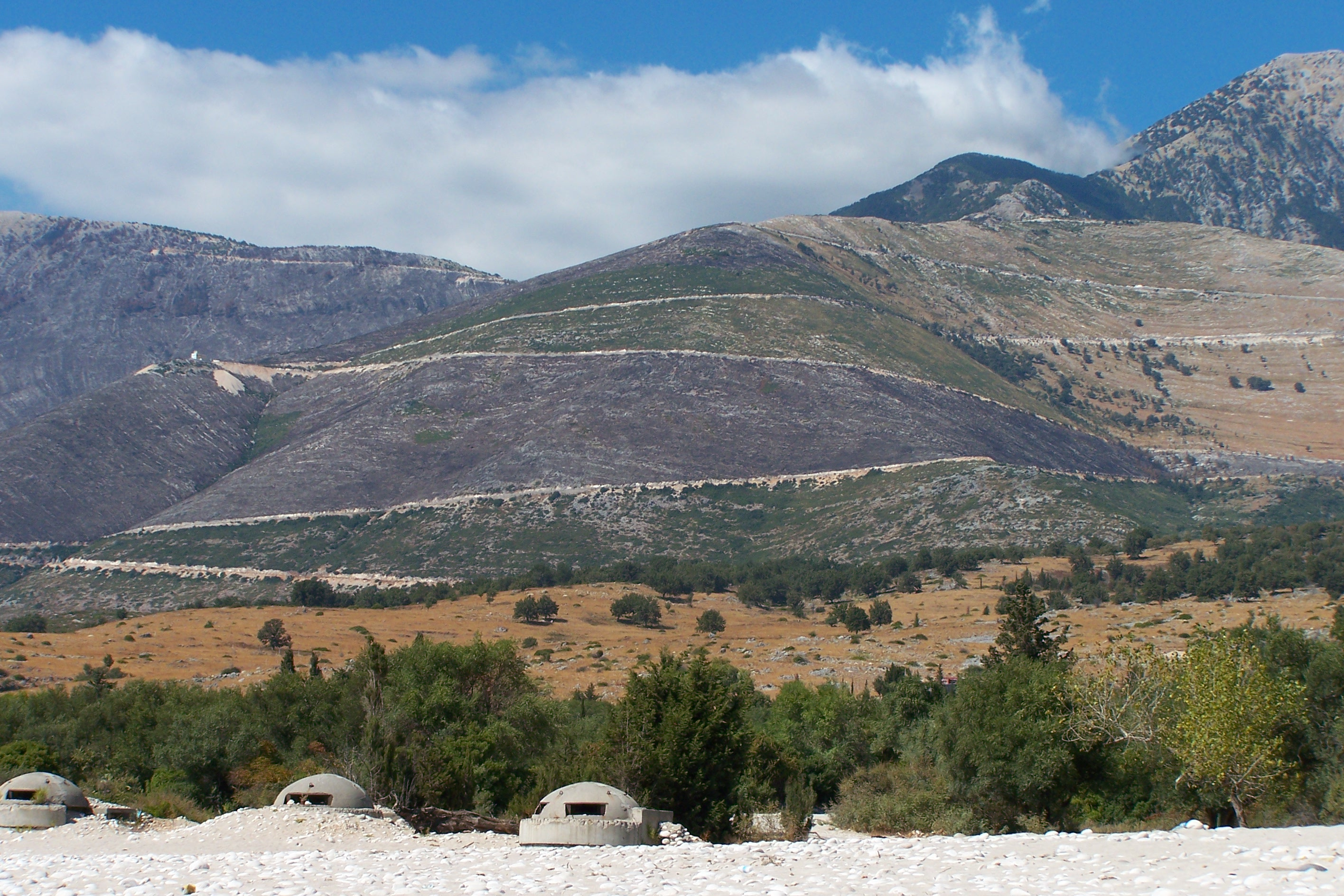
Virage de la route du col du côté sud en 2007 - le portail du tunnel se trouve juste à gauche de la photo, au niveau du virage le plus bas.

Le portail nord est situé près du village de Dukat (en), au pied de la route du col menant à Llogara, à environ six kilomètres au sud de Dukat i Ri et à environ 14 kilomètres au sud d'Orikum (en). Des ponts et une route d'accès plus large devraient remplacer les premiers virages en épingle à cheveux sur la route d'accès.
Le portail sud se trouve à environ 750 mètres de la route du col, à l'ouest du premier virage en épingle dans le versant sud raide en contrebas du col. La construction d'un pont et d'une route d'accès sont également nécessaires ici.
Le tunnel comporte deux tubes situés à quelque 400 mètres au-dessus du niveau de la mer. Le point culminant se trouve au portail nord. Juste avant l'extrémité sud, le tunnel présente une légère courbure vers l'est. La longueur du tunnel avec portails artificiels est de 5 992 mètres.
Le nouveau tracé est plus court d'environ onze kilomètres et réduit considérablement le temps de trajet, éliminant environ 600 mètres de dénivelé positif à travers le tunnel et les passages étroits et escarpés de la route du col.